# بیست و دومین دوره کتاب سال جمهوری اسلامی ایران
مراسم بیست و دومین دوره کتاب سال جمهوری اسلامی ایران در بهمن ۱۳۸۳ در تهران برگزار شد.

## آثار منتخب
| فهرست دست‌نویسی‌های فارسی در کتابخانه ملی اتریش و آرشیو دولتی اتریش در وین             | ایرج افشار                                         |                                                                  |              | تهران: فرهستگان، وین: فرهنگستان علوم اتریش                     | ۱۳۸۲                  | برگزیده      | نسخ خطی          |
| مطبوعات کتابگزار: تاریخ نشریه‌های ادواری حوزه کتاب در ایران                           | سید فرید قاسمی                                     |                                                                  |              | خانه کتاب                                                      | ۱۳۸۲                  | برگزیده      | کلیات            |
| شرح و تعلیقه صدر المتآلهین بر الهیات شفا                                             | صدرالدین محمد شیرازی (ملاصدرا)                     |                                                                  | نجفقلی حبیبی | بنیاد حکمت اسلامی صدرا                                         | ۱۳۸۲                  | برگزیده      | فلسفه اسلامی     |
| فلسفه تحلیلی: مسائل و چشم‌اندازها                                                     | علی پایا                                           |                                                                  |              | طرح نو                                                         | ۱۳۸۲                  | برگزیده      | فلسفه غرب        |
| سلامه القرآن من التحریف و تفنید الافتراءات علی الشیعه الامامیه                       | فتح‌الله محمدی                                      |                                                                  |              | مشعر                                                           | ۱۳۸۲                  | برگزیده      | علوم قرآنی       |
| لله و للحقیقه: رد علی کتاب «لله ثم للتاریخ»                                          | علی آل محسن                                        |                                                                  |              | مشعر                                                           | ۱۳۸۲                  | برگزیده      | کلام             |
| تاریخ طب و طبابت در ایران (از عهد قاجار تا پایان عصر رضاشاه) به روایت (سند)          | محسن روستایی                                       |                                                                  |              | سازمان اسناد و کتابخانه ملی جمهوری اسلامی ایران                | ۱۳۸۲                  | برگزیده      | پزشکی            |
| جراحی دهان و فک و صورت                                                               | سرویراستار:لاری پیترسون                            | مسعود یغمایی، سید امیر سعید یاوری، سعیده یغمایی، احسان حمزه لوئی |              | کتاب میر                                                       | ۱۳۸۲                  | برگزیده      | پزشکی            |
| الکترونیک لیز                                                                        | جوزف تامس وردین                                    | محمدکاظم مروج و حسین گل نبی                                      |              | مؤسسه انتشارات علمی دانشگاه صنعتی شریف                         | ۱۳۸۲                  | برگزیده      | کشاورزی          |
| جنگل‌شناسی زاگرس                                                                      | محمدحسین جزیره ای، مرتضی ابراهیمی رستاقی           |                                                                  |              | دانشگاه تهران، مؤسسه انتشارات و چاپ                            | ۱۳۸۲                  | برگزیده      | کشاورزی          |
| منظر، الگو، ادراک و فرایند                                                           | سایمون بل                                          | بهناز امین زاده                                                  |              | دانشگاه تهران، مؤسسه انتشارات و چاپ                            | ۱۳۸۲                  | برگزیده      | معماری و شهرسازی |
| مدیریت معاصر در ورزش                                                                 | ژانت بی. پارکز، بیورلی، آر.کی. زنگر، جروم کوارترمن | محمد احسانی                                                      |              | دانشگاه تربیت مدرس، دفتر نشر آثار علمی                         | ۱۳۸۲                  | برگزیده      | ورزش             |
| خاطرات پس از مرگ براس کوباس                                                          | ماشادو دِ آسیس عبدالله کوثری                        | مروارید                                                          | ۱۳۸۲         | برگزیده                                                        | ادبیات و زبان‌های دیگر |              |                  |
| روانکاو و داستان‌های دیگر                                                             | ماشادو دِ آسیس عبدالله کوثری                        | لوح فکر                                                          | ۱۳۸۲         | برگزیده                                                        | ادبیات و زبان‌های دیگر |              |                  |
| سیری در جهان کافکا سیاوش جمادی                                                       |                                                    | ققنوس                                                            | ۱۳۸۲         | برگزیده                                                        | تاریخ و نقد ادبی      |              |                  |
| تاریخ و فرهنگ ایران در دوران انتقال از عصر ساسانی به عصر اسلامی                      | محمد محمدی ملایری                                  |                                                                  |              | توس                                                            | ۱۳۸۲                  | برگزیده      |                  |
| مسافر شهرهای بی نشان                                                                 | مسلم ناصری                                         |                                                                  |              | مدرسه                                                          | ۱۳۸۲                  | برگزیده      |                  |
| نه تر و نه خشک هوشنگ مرادی کرمانی                                                    |                                                    | معین                                                             | ۱۳۸۲         | برگزیده                                                        |                       |              |                  |
| پرنده و فال                                                                          | داوود لطفه اله                                     |                                                                  |              | کانون پرورش فکری کودکان و نوجوانان                             | ۱۳۸۲                  | برگزیده      |                  |
| سفر با ماشین زمان                                                                    | هیزل ریچاردسون                                     | محمود سالک                                                       |              | لک لک                                                          | ۱۳۸۲                  | برگزیده      |                  |
| بازی‌های محلی ایران                                                                   | فاطمه بدر طالعی                                    |                                                                  |              | کانون پرورش فکری کودکان و نوجوانان                             | ۱۳۸۲                  | برگزیده      |                  |
| پوشاک در ایران زمین (مصور)                                                           | گروه نویسندگان زیر نظر احسان یار شاطر              | پیمان متین                                                       |              | امیرکبیر                                                       | ۱۳۸۲                  | شایسته تقدیر |                  |
| تاریخ فلسفه در قرون وسطی و رنسانس محمد ایلخانی                                       |                                                    | سازمان مطالعه و تدوین کتب علوم انسانی دانشگاه‌ها                  | ۱۳۸۲         | شایسته تقدیر                                                   | فلسفه غرب             |              |                  |
| روش‌های تحقیق کمی و کیفی در علوم تربیتی و روان‌شناسی                                   | مردیت گان، والتربورگ، جویس گال                     | احمدرضا نصر و دیگران                                             |              | سازمان مطالعه و تدوین کتب علوم انسانی دانشگاه‌ها                | ۱۳۸۲                  | شایسته تقدیر | روان‌شناسی        |
| التفسیر البنائی للقرآن الکریم                                                        | محمود بستانی                                       |                                                                  |              | مجمع الثبوت الاسلامیه                                          | ۱۳۸۲                  | شایسته تقدیر | علوم قرآنی       |
| فرهنگ موضوعی تفاسیر (بر اساس ۲۰ دوره تفسیر قرآن شیعه و اهل سنت)                      | مرکز فرهنگ و معارف قرآن                            |                                                                  |              | بوستان کتاب قم                                                 | ۱۳۸۲                  | شایسته تقدیر | علوم قرآنی       |
| بهاء ولد (واله مولانا جلال الدین رومی) و خطوط اصلی حیات و عرفان او                   | فریتس مایر                                         | مهرآفاق بایبوردی                                                 |              | سروش                                                           | ۱۳۸۲                  | شایسته تقدیر | عرفان            |
| بهاء ولد، زندگی و عرفان او                                                           | فریتس مایر                                         | مریم مشرف                                                        |              | مرکز نشر دانشگاهی                                              | ۱۳۸۲                  | شایسته تقدیر | عرفان            |
| آیین هند و عرفان اسلامی (بر اساس مجمع البحرین داراشکوه) داریوش شایگان جمشید ارجمند   |                                                    | نشر و پژوهش فرزان روز                                            | ۱۳۸۲         | شایسته تقدیر                                                   | عرفان                 |              |                  |
| یادگار طاهر (مجموعه مقالات)                                                          | احمد طاهری عراقی                                   |                                                                  |              | مرکز نشر دانشگاهی                                              | ۱۳۸۲                  | شایسته تقدیر | عرفان            |
| الاذان، بین الاصاله و التحریف                                                        | سید علی شهرستانی                                   |                                                                  |              | مؤسسه امام علی                                                 | ۱۳۸۲                  | شایسته تقدیر | فقه و اصول       |
| فرهنگنامه امثال و حکم ایرانی                                                         | امین خضرایی                                        |                                                                  |              | نوید شیراز                                                     | ۱۳۸۲                  | شایسته تقدیر | فرهنگ عامه       |
| احتمال و آمار                                                                        | موریس دگروت، مارک اسکرویش                          | عین‌الله پاشا                                                     |              | مبتکران                                                        | ۱۳۸۲                  | شایسته تقدیر | أمار             |
| فراسوی چپ و راست                                                                     | آنتونی گیدنز                                       | محسن ثلاثی                                                       |              | علمی                                                           | ۱۳۸۲                  | شایسته تقدیر | اقتصاد           |
| پیشگامان اقتصاد توسعه: آینده در چشم‌انداز                                             | زیر نظر جالدام، جوزف ای. استیگلیتز                 | غلامرضا آزاد                                                     |              | نشر نی                                                         | ۱۳۸۲                  | شایسته تقدیر | اقتصاد           |
| تئوری حسابداری                                                                       | رضا شباهنگ                                         |                                                                  |              | سازمان حسابرسی، مرکز تحقیقات حسابداری و حسابرسی                | ۱۳۸۲                  | شایسته تقدیر | حسابداری         |
| واژگان ادبیات و گفتمان ادبی                                                          | مهران مهاجر و محمد نبوی                            |                                                                  |              | آگاه                                                           | ۱۳۸۲                  | شایسته تقدیر | زبان‌شناسی        |
| آشنایی با الکترودینامیک                                                              | دیوید جی. گریفث                                    | حسین فرمان                                                       |              | مرکز نشر دانشگاهی                                              | ۱۳۸۲                  | شایسته تقدیر | فیزیک            |
| اکولوژی و مدیریت منابع طبیعی: تجزیه و تحلیل سیستمی و شبیه‌سازی                        | ویلیام ای. گرانت، الن ک. پدرسن، ساندرا ال. مارین   | شهریار محمدرضایی، مزدین اسکافی                                   |              | آییژ، سازمان حفاظت محیط زیست                                   | ۱۳۸۲                  | شایسته تقدیر | زیست‌شناسی        |
| علوم زیست‌محیطی                                                                       | دانیل دی چپراس                                     | محمدرضا داهی، بهرام معلمی                                        |              | مرکز نشر دانشگاهی                                              | ۱۳۸۲                  | شایسته تقدیر | زیست‌شناسی        |
| آسم (علوم پایه و بالینی)                                                             | مصطفی معین با همکاری سهیلا آل یاسین و …            |                                                                  |              | مرکز نشر دانشگاهی                                              | ۱۳۸۲                  | شایسته تقدیر | پزشکی            |
| درسنامه ارتوپدی و شکستگی‌ها                                                           | بهادر اعلمی هرندی                                  |                                                                  |              | دانشگاه علوم پزشکی و خدمات بهداشتی درمان تهران                 | ۱۳۸۲                  | شایسته تقدیر | پزشکی            |
| پالپ دندان                                                                           | کنت هارگریوز، هروگد گودیس                          | صدیقه خدمت                                                       |              | دانش نگار                                                      | ۱۳۸۲                  | شایسته تقدیر | پزشکی            |
| بیماری‌های مشترک انسان و حیوان: پیش‌گیری، مبارزه، کنترل و ریشه کنی                     | منوچهر بهارصفت، مجید بهارصفت                       |                                                                  |              | سازمان تحقیقات وآموزش کشاورزی                                  | ۱۳۸۲                  | شایسته تقدیر | پزشکی            |
| راهنمای جامع شبکه                                                                    | گریک زاکر                                          | لیلی قاسم‌زاده                                                    |              | کانون نشر علوم                                                 | ۱۳۸۲                  | شایسته تقدیر | برق              |
| مقدمه ای بر انتقال گرما                                                              | فرانک پی. انیکروپرا، دیوید پی. دویت                | بهرام پوستی                                                      |              | نشر کتاب دانشگاهی                                              | ۱۳۸۲                  | شایسته تقدیر | مکانیک           |
| نانو ذرات و کاربرد آن‌ها در رهایش کنترل شده عوامل بیولوژیکی                           | اسماعیل جباری، شهریار شریفی                        |                                                                  |              | دانشگاه صنعتی امیرکبیر                                         | ۱۳۸۲                  | شایسته تقدیر | مهندسی شیمی      |
| گاز طبیعی: تولید فراوری، انتقال                                                      | آ. روجی، س. جفرت                                   | گیتی ابوالصمد، علیرضا بهرامیان، محمدرضا رسائی                    |              | دانشگاه تهران، مؤسسه انتشارات و چاپ                            | ۱۳۸۲                  | شایسته تقدیر | مواد و معدن      |
| بررسی مزیت نسبی محصولات کشاورزی منتخب                                                | مؤسسه پژوهش‌های برنامه‌ریزی و اقتصاد کشاورزی         |                                                                  |              | وزارت جهاد کشاورزی، مؤسسه پژوهش‌های برنامه‌ریزی و اقتصاد کشاورزی | ۱۳۸۲                  | شایسته تقدیر | کشاورزی          |
| مرمت شهری: تعاریف، نظریه‌ها، تجارب، منشورها و قطع نامه‌های جهانی، روش‌ها و اقدامات شهری | محسن حبیبی، ملیحه مقصودی                           |                                                                  |              | دانشگاه تهران، مؤسسه انتشارات و چاپ                            | ۱۳۸۲                  | شایسته تقدیر | معماری           |
| ارکستراسون                                                                           | کنت کنان                                           | هوشنگ کامکار                                                     |              | افکار                                                          | ۱۳۸۲                  | شایسته تقدیر | موسیقی           |
| حدیقه الحقیقه و شریعه الطریقه                                                        | سنایی غزنوی                                        |                                                                  | مریم حسینی   | نشر دانشگاهی                                                   | ۱۳۸۲                  | شایسته تقدیر | متون قدیم        |
| من مجردم، خانوم و چند داستان دیگر مرتضا کربلایی لو                                   |                                                    | ققنوس                                                            | ۱۳۸۲         | شایسته تقدیر                                                   | نثر معاصر             |              |                  |
| شعر چیزیست شبیه گرگ                                                                  | منصور اوجی                                         |                                                                  |              | نوید شیراز                                                     | ۱۳۸۲                  | شایسته تقدیر | شعر معاصر        |
| اندیشه‌های نو در فلسفه جغرافیا                                                        | حسین شکوئی                                         |                                                                  |              | مؤسسه جغرافیایی و کارتوگرافی گیتاشناسی                         | ۱۳۸۲                  | شایسته تقدیر | جغرافیا          |
| من پیدا شده‌ام                                                                        | سرور کتبی                                          |                                                                  |              | شرکت به نشر، کتاب‌های پروانه                                    | ۱۳۸۲                  | شایسته تقدیر | ادبیات داستانی   |
| سرگذشت محیط زیست به روایت کاریکاتور                                                  | لاری گانیک، آلیس آوت واتر                          | احمد کسایی پور                                                   |              | شرکت انتشارات فنی ایران                                        | ۱۳۸۲                  | شایسته تقدیر | علوم و فنون      |
| فارسی بیاموزیم: آموزش زبان فارسی دوره میانه                                          | حسن ذوالفقاری، مهبد غفاری، بهروز محمودی بختیاری    |                                                                  |              | مدرسه                                                          | ۱۳۸۲                  | شایسته تقدیر | کلیات            |
| آواز مرغ باران داستان زندگی امام هادی (ع)                                            | مجید ملامحمدی                                      |                                                                  |              | قدیانی، کتاب‌های بنفشه                                          | ۱۳۸۱                  | شایسته تقدیر | دین              |